# Kunstverlag Peda
Der Kunstverlag Peda war ein in Patriching bei Passau ansässiger Buchverlag, der vor allem Kirchen- und Kunstführer und Bücher zur Kunst- und Architekturfotografie publizierte.

## Geschichte
Der Verlag wurde 1980 von dem in Oberschlesien geborenen Fotografen Gregor Peda (* 1948) gegründet. Gregor Peda wurde an der Foto- und Filmakademie Warschau als Fotograf ausgebildet; er kam mit einem Stipendium der Otto-Benecke-Stiftung, die Sprachkurse für Deutsch finanzierte, nach Passau.
Am 30. April 2023 wurde die Verlagsproduktion eingestellt.
Jedes Jahr erschienen 40 bis 50 neue Titel, bei einer Backlist von rund 700 Titeln. Die Reihe der Peda-Kunstführer erschien seit 1988 mit über 970 Bänden. Die Auflage der Bände lag bei 3.000 bis 50.000 Stück. Der deutsche Text wurde in bis zu sieben Sprachen übersetzt.
Der Verlag hatte vier Filialen, so in Brixen, Wien und Ravensburg.